# ハリエット (映画)
『ハリエット』（Harriet）は、2019年に公開されたアメリカ合衆国の伝記映画。監督はケイシー・レモンズ、出演はシンシア・エリヴォとレスリー・オドム・Jrなど。19世紀のアメリカ合衆国で奴隷解放のために闘った実在の女性活動家ハリエット・タブマンの半生を描いている。

## ストーリー
19世紀アメリカ、メリーランド州の黒人奴隷アラミンタ（ミンティ）は、生まれつき不意に眠り込む持病があり、夢の中で神の声を聞く女性だった。農園で夫や肉親たちと暮らしていたミンティは、家族と引き離して他所へ売られると決まり、たった一人命がけで逃亡した。
奴隷の逃亡を助ける秘密組織「地下鉄道」の手を借りて、奴隷制が廃止されたペンシルベニア州に辿り着くミンティ。自らも「地下鉄道」に参加したミンティは、逃亡を助ける「車掌」の役を拝命した。
自由黒人ハリエット・タブマンと名を変えて、男装で南部に潜入し、多くの黒人奴隷を北部に逃がすミンティ。
「奴隷泥棒モーゼ」と呼ばれ、懸賞金も付いて指名手配されるミンティ。逃げた奴隷を全国どこでも逮捕できる「逃亡奴隷法」が制定され、黒人奴隷の逃亡は難しくなっていった。ミンティの居所を吐けと暴力を受けて、妹も殺された。それでも黒人奴隷を逃がし続けるミンティ。
文字も書けない奴隷だったミンティ（ハリエット・タブマン）はやがて、150人の黒人兵士を率いて南北戦争で戦い、女性参政権活動にも尽力する人物へと成長して行くのだった。

## キャスト
※括弧内は日本語吹替（DVD未収録）。
- アラミンタ・ロス（ミンティ）/ハリエット・タブマン: シンシア・エリヴォ（ニケライ・ファラナーゼ）
- ウィリアム・スティル（英語版）: レスリー・オドム・Jr（杉村憲司）
- ギデオン・ブロデス: ジョー・アルウィン（濱野大輝）
- マリー・ブキャノン: ジャネール・モネイ（金田愛）
- エリーザ: ジェニファー・ネトルズ（北斗利佳）
- リット・ロス: ヴァネッサ・ベル・キャロウェイ（斉藤こず恵）
- ベン・ロス: クラーク・ピータース（辻親八）
- ウォルター: ヘンリー・ハンター・ホール（英語版）（新祐樹）
- ジョン・タブマン: ザカリー・モモー（英語版）（坂詰貴之）
- ヴィンス: ミッチェル・フーグ
- レイチェル・ロス: デボラ・アヨリンデ（英語版）（矢元亜実）
- サミュエル・グリーン牧師: ヴォンディ・カーティス＝ホール（井川秀栄）
- ビガー・ロング: オマー・J・ドージー（英語版）（綿貫竜之介）
- フレデリック・ダグラス: トリー・キトルズ（英語版）
- トーマス・ギャレット（英語版）: ティム・ギニー
- ロバート・ロス: ジョセフ・リー・アンダーソン（中村和正）
- ヘンリー・ロス: アントニオ・J・ベル（星野佑典）
- エイブラハム: ウィリー・レイサー

## 製作
2015年、ハリエット・タブマンの伝記映画の企画が立ち上がり、ヴィオラ・デイヴィスを主演に迎えられることになったが、製作まで漕ぎつけることができなかった。2016年5月、タブマンの伝記映画の企画が再度立ち上がった。2017年2月、シース・マンが監督に起用され、シンシア・エリヴォが本作に出演するとの報道があった。
2018年9月、ケイシー・レモンズが本作の監督を務めることになり、レスリー・オドム・Jr、ジェニファー・ネトルズ、ジョー・アルウィン、クラーク・ピータースらが起用された。同月、ネット上を中心に「イギリス人のシンシア・エリヴォがアメリカの英雄、ハリエット・タブマンを演じるのはおかしい」との声が多数上がり、エリヴォが自身のInstagramで弁明のコメントを出すに至った。10月、ジャネール・モネイ、オマー・ドージー、トリー・キトルズらがキャスト入りした。同月8日、本作の主要撮影がバージニア州で始まった。2019年1月14日、テレンス・ブランチャードが本作で使用される楽曲を手掛けることになったと報じられた。

## 公開・マーケティング
2019年7月23日、本作のオフィシャル・トレイラーが公開された。9月10日、本作は第44回トロント国際映画祭でプレミア上映された。
当初、本作は2020年3月27日に日本で公開される予定だったが、新型コロナウイルスの流行が拡大していることを受けて、26日、配給元のパルコは本作の公開延期を発表した。

## 興行収入
本作は『ターミネーター:ニュー・フェイト』、『氷の国のスイフティ 北極危機一髪!』、『マザーレス・ブルックリン』と同じ週に封切られ、公開初週末に800万ドル前後を稼ぎ出すと予想されていたが、実際の数字はそれを上回るものとなった。2019年11月1日、本作は全米2059館で公開され、公開初週末に1167万ドルを稼ぎ出し、週末興行収入ランキング初登場4位となった。

## 評価
本作に対する批評家からの評価は平凡なものに留まっている。映画批評集積サイトのRotten Tomatoesには232件のレビューがあり、批評家支持率は73%、平均点は10点満点で6.6点となっている。サイト側による批評家の見解の要約は「『ハリエット』はアメリカの歴史の流れを変えた人物を心の底から称えている。しかし、型にはまったアプローチを採用したために、同作は価値を減じている。」となっている。また、Metacriticには41件のレビューがあり、加重平均値は66/100となっている。なお、本作のCinemaScoreは最高値A+となっている。
本作での演技によって、シンシア・エリヴォは第26回全米映画俳優組合賞の主演女優賞にノミネートされた。また、第92回アカデミー賞では主演女優賞と歌曲賞の2部門にノミネートされた。